# Anisodes discofera
Anisodes discofera är en fjärilsart som beskrevs av Swinhoe 1894. Anisodes discofera ingår i släktet Anisodes och familjen mätare. Inga underarter finns listade i Catalogue of Life.